# Drassyllus tepus
Drassyllus tepus Platnick & Shadab, 1982 è un ragno appartenente alla famiglia Gnaphosidae.

## Etimologia
Il nome proprio deriva da un'arbitraria combinazione di lettere, come indicato dallo stesso descrittore nella pubblicazione. In realtà sembra comunque riferirsi, in parte, alla località messicana di rinvenimento: il Passo Tepetates.

## Caratteristiche
Fa parte dell'insularis-group di questo genere: ha varie somiglianze con D. insularis; se ne distingue per la forma bifida della base dell'apofisi terminale nei maschi e per l'assenza di creste agli angoli della parte posterolaterale dell'epigino.
L'olotipo maschile più grande rinvenuto ha lunghezza totale è di 5,04mm; la lunghezza del cefalotorace è di 2,10mm; e la larghezza è di 1,69mm.

## Distribuzione
La specie è stata reperita nel Messico centroccidentale: nel Passo Tepetates, 15 miglia ad ovest di Hidalgo, nello stato del Michoacán.

## Tassonomia
Al 2015 non sono note sottospecie e dal 1982 non sono stati esaminati nuovi esemplari.